# Ranunculus krasnovii
Ranunculus krasnovii är en ranunkelväxtart som beskrevs av Ovczinn.. Ranunculus krasnovii ingår i släktet ranunkler, och familjen ranunkelväxter. Inga underarter finns listade i Catalogue of Life.